# レオン・ティスラン・ド・ボール
レオン・ティスラン・ド・ボール（Leon Philippe Teisserenc de Bort、1855年11月5日 - 1913年1月2日 ）はフランスの気象学者である。成層圏を発見したことで知られる。

## 人物
彼はパリで農務大臣を父に持つ資産家の家に生まれた。1878年にフランス中央気象台(Bureau central météorologique)ができると、彼は直ちにそれに参加し、一般気象サービスの責任者となった。そこで彼は地球物理学の全球規模での理解を得るために、フランスの植民地や船などで気象観測を行った。
彼は大気循環や総観規模気象に興味を持ち、数々の解析を行って1886年に気象の活動中心(centers of action)という概念を生み出した。これは年平均気圧からの月偏差などを調べることによって、海陸分布や地形などによる長期間持続する特徴的な気圧分布を示したものである。1892年から1896年の間、フランス政府の機関である国立気象管理センター(Bureau Central de Météorologie)の所長を務めた。
国際気象機関（International Meteorological Organization: IMO）が、地球規模の高層風を調べるために1896年から2年間の国際雲観測年（International Cloud Year: ICY）を開始すると、テスラン・ド・ボールは私財を投じて、パリ郊外の丘陵トラペス（Trappes）に3ヘクタールの広大な敷地を持つ観測所（Observatoire de meteorologie dynamique）を設立した。
1898年にテスラン・ド・ボールはそこで無人観測気球（探測気球）を使った高層気象観測を開始した。当初は気球ではなく自記記録装置の回収が容易な凧を用いたが、フランス中が結果を知りたがった有名な「ドレフュス事件（スパイ事件）」の裁判の日に、凧のピアノ線が電信線を切る事故を起こしたためか、途中から探測気球による観測に変わった。
彼は気球を用いた高層気象観測にさまざまな工夫を凝らした。当時ドイツのアスマンらが気球の材質に重いゴールドビーター皮や加工絹を使ったのに対して、テスラン・ド・ボールはワックスなどを塗った軽くて安価な紙を用いた。彼は敷地内に風向に応じて回転できる大きな充填庫を作って、多少の風があっても放球できるようにした。それと安価な紙製の気球によって、彼の観測頻度は格段に向上した。
ティスランは、地上約11kmまでは高度が上がるにしたがって一様に気温が低下するのに対して、その高度をこえると温度が一定になることに気が付いた。この現象が計測のあやまりでないことを確認するために、太陽による輻射の影響をなくするために夜間に実験することも含めて、200回以上も実験を繰り返した。1902年に大気の層は性質の異なる2つの層に分かれているという結果を発表した。2つの層を対流圏と成層圏と名付けた。
彼はその後もオランダに高層気象観測所を設置したり、1905～1906年にかけて大西洋上で貿易風の観測を行ったり、1907～1909年にかけては北極圏キルナ（Kiruna）での観測を精力的に主導したりした。1908年にはイギリス王立気象学会から成層圏の発見に対してサイモンズ・ゴールドメダルを授与された。彼はフランスを高層気象観測の先端国に育てたが、1913年に亡くなった。1913年にティスランが没したあと、ティスランの観測所は国に寄付され研究は継続された。
月のクレーター、火星のクレーターに命名された。